# Тэрасима Мунэнори
Тэрасима Мунэнори (яп. 寺島 宗則, 21 июня 1832 — 6 июня 1893) — японский государственный деятель, политик, дипломат.
Прозван «отцом японского телеграфа». Происходил из Сацума-хана. Губернатор префектуры Канагава (1868—1869). Министр иностранных дел (1873—1879), культуры (1879—1880). Председатель Сената Японии (1881—1882), вице-председатель Тайного Совета (1888—1891). Подписал Санкт-Петербургский договор 1875 года с Российской империей, закреплявший передачу Японии северных Курильских островов, добивался отмены неравноправных соглашений Японии с иностранными государствами.